# 大坪十喜雄
大坪 十喜雄（おおつぼ ときお、1908年（明治41年）3月3日 - 1993年（平成5年）1月9日）とは、シテ方宝生流能楽師である。宝生会常務理事、能楽協会東京支部理事長。
富山県南砺市福野出身。東京に生まれ、宝生流宗家十七世宝生九郎（重英）に入門。1965年（昭和40年）に日本能楽会に入会。1979年（昭和54年）勲五等双光旭日章を受章。
嗣子は大坪喜美雄（重要無形文化財各個認定保持者（人間国宝））。

## ビデオグラム
- 『「仕舞一調舞囃子集」（全九曲）』NHKエンタープライズ〈能楽名演集〉、2007年08月24日、DVD-Video、NSDS-11016[4][5]。

## 脚註

### 註釈
1. ↑  日本能楽会は、1957年（昭和32年）に結成した重要無形文化財総合認定保持者による会員組織である。